# 定場鏡頭
定场镜头是影片一开始，或一场戏的开头，用来明确交代地点的镜头，通常是一种视野宽阔的远景。有时候，定场镜头与涵盖镜头相同，目的在确立场景中所有人物与空间的关系。例如在電影《星球大戰》中，觀眾可以透過漸漸拉遠的定场镜头知道帝國殲星艦規模的浩大，和它在宇宙中的渺小。